# Фредді Вольфф
Фредерік Фердінанд Вольфф (англ. Frederick Ferdinand Wolff; нар. 13 жовтня 1910 — пом. 26 січня 1988) — британський легкоатлет, який спеціалізувався в бігу на короткі дистанції.

## Із життєпису
Олімпійський чемпіон в естафеті 4×400 метрів (1936).
Ексрекордсмен Європи в естафеті 4×400 метрів.
Чемпіон Англії з бігу на 440 ярдів (1933).
По завершенні спортивної кар'єри працював у сімейному бізнесі з продажу металопродукції. Упродовж 1970—1977 очолював комітет Лондонської біржи металів.
Служив у британських піхотних частинах під час Другої світової війни, вийшов у відставку в званні капітана.

## Основні міжнародні виступи
| Рік  | Змагання         | Місто  | Місце | Дисципліна |
| ---- | ---------------- | ------ | ----- | ---------- |
| 1936 | Олімпійські ігри | Берлін | 1     | 4×400 м    |

## Визнання
- Командор Ордена Британської імперії (1975)[1].